# Philip Lawrence (homme politique)
Pour les articles homonymes, voir Philip Lawrence et Lawrence.
Philip Lawrence est un planificateur financier, avocat et homme politique canadien.
Membre du Parti conservateur du Canada, il est député de la circonscription de Northumberland—Peterborough-Sud à la Chambre des communes du Canada depuis l'élection fédérale d'octobre 2019.

## Biographie
Philip Lawrence obtient un diplôme de droit à la faculté de droit Osgoode Hall en 2004 et un MBA à la Schulich School of Business en 2005. Comme avocat, il exerce le droit fiscal avant de se lancer dans les services financiers à la financière Sun Life, où il passe plus de onze ans.
En mars 2019, il est choisi comme candidat du Parti conservateur du Canada pour l'élection d'octobre 2019 dans la circonscription de Northumberland—Peterborough-Sud. Il remporte l'élection avec 39,71 % des voix et une majorité de 2 408 voix sur la député sortante, Kim Rudd (en),.
Lawrence est réélu en 2021 avec 44,5 % des voix.

## Résultats électoraux
Modèle:Élection générale canadienne de 2025 — Northumberland—Clarke